# I'm So Tired
Pistes de The Beatles
Martha My Dear Blackbird
I'm So Tired (« Je suis si fatigué ») est une chanson des Beatles parue sur l'« Album blanc » le 22 novembre 1968. Elle est composée en mars de la même année par John Lennon lors du séjour du groupe à Rishikesh. 

## Composition
C’est en plein milieu du séjour des Beatles à Rishikesh, au nord de l’Inde, dans l’ashram du Maharishi Mahesh Yogi, que John Lennon compose I’m So Tired. Ces journées faites de cours sur la méditation transcendantale donnés par le « maître » et de longues périodes de méditation cloîtré dans un bungalow devraient permettre au compositeur de Help! de trouver le repos, mais c’est tout le contraire qui se passe. Au bout de trois semaines de ce régime ascétique, il souffre même d’insomnies, et plus il médite, plus il se sent fatigué. Il n’est pas censé non plus, dans ce cadre idyllique, se laisser tenter par l’alcool ou le tabac. Il est surtout tombé éperdument amoureux de Yoko Ono qui se trouve à plusieurs milliers de kilomètres de lui et qui, déjà, lui manque terriblement. La chanson qu’il compose sur sa guitare acoustique en pleine nuit au mois de mars 1968 évoque tout cela à la fois, en termes très introspectifs. 
« Je suis si fatigué, je n’ai pas fermé l’œil, si fatigué, mon esprit déraille, je me demande si je devrais me lever et m’envoyer un petit verre » chante-t-il d’entrée. Et il poursuit : « Si fatigué, je ne sais pas quoi faire, si fatigué, mon esprit est branché sur toi ». Comme dans Yer Blues, il crie son amour pour sa future femme en lançant : « Tu diras que je me moque de toi, mais ça n’est pas une blague et ça me fait mal, tu sais, je ne peux pas dormir, je ne peux pas stopper mon cerveau, et ça fait déjà trois semaines, je deviens fou, je te donnerais tout ce que j’ai pour un petit peu de tranquillité/répit ».
Évoquant également son envie de fumer une cigarette, il maudit Sir Walter Raleigh (l’homme qui ramena des Amériques le tabac en Grande-Bretagne au XVIe siècle),  « such a stupid git » (quel imbécile !), le tenant pour responsable de sa dépendance... et du fait qu’il n’est pas censé fumer à Rishikesh !
I'm So Tired peut également être considérée comme la suite ou le parallèle d'I'm Only Sleeping parue deux ans plus tôt sur l'album Revolver. Les joies du sommeil et de la paresse en 1966 pour un Lennon à cette époque peu concerné par son mariage et sa paternité, et l'inverse en 1968, pour le même, cette fois déchiré entre la femme qu'il va quitter (Cynthia Lennon, qui se trouve à ses côtés à Rishikesh) et celle qui est déjà devenue son âme sœur.

## Enregistrement
I'm So Tired est enregistrée dans les studios EMI d'Abbey Road en une seule séance, commencée le 8 octobre 1968 à 16h00 et achevée le lendemain matin à 08h00 : piste de base et overdubs, 14 prises en tout. Selon le biographe Mark Lewisohn, qui a pu écouter toutes les bandes originales à Abbey Road dans les années 1980, ce que marmonne John Lennon à la fin de la chanson est « Monsieur, monsieur, how about another one? », et non « Paul is a dead man, miss himm, miss him, miss him » (Paul est un homme mort, il me manque, il me manque, il me manque)  à l'envers, comme énoncé par des partisans de la thèse de la mort de Paul. Cette longue séance est prolifique, puisque les Beatles s'attaquent le même jour à un autre titre de John Lennon, The Continuing Story of Bungalow Bill et terminent également cette chanson. Le Lennon de l'« Album blanc » passe ainsi des journées, voire des semaines entières sur une seule chanson, où à l'inverse, en enregistre deux en l'espace de seize heures.

## Fiche technique

### Interprètes
- John Lennon : chant, guitare acoustique, guitare solo, orgue
- Paul McCartney : basse, piano électrique, chœurs
- George Harrison : guitare solo
- Ringo Starr : batterie